# Pelplin
Pelplin est une ville polonaise de la voïvodie de Poméranie et du powiat de Tczew. Elle est le siège de la gmina de Pelplin. Elle s'étend sur 4,45 km2 et comptait 8 320 habitants en 2009. C'est une ville historique, célèbre pour son monastère cistercien, l'un des premiers en terre teutonique.